# Francis O'Neill
Francis O'Neill (Tralibane (County Cork), 28 augustus 1848 - Chicago, 26 januari 1936) was een in Ierland geboren Amerikaanse politieofficier en verzamelaar van Ierse traditionele muziek. 
O'Neill werd geboren in Tralibane, in de buurt van Bantry in County Cork. Op jonge leeftijd hoorde hij de muziek van lokale musici, onder wie Peter Hagarty, Cormac Murphy en Timothy Dowling. Op de leeftijd van 16 werd hij kajuitsjongen op een Engels koopvaardijschip. Op een reis naar New York ontmoette hij Anna Rogers, een jonge emigrante met wie hij later trouwde in Bloomington (Illinois). De O'Neills verhuisden naar Chicago en in 1873 werd O'Neill een politieagent in Chicago. Hij doorliep de rangen snel en uiteindelijk werd hij hoofd van de politie van 1901 tot 1905. Hij had de zeldzame belevenis, in een tijd waarin politiek meer geteld werd dan bevoegdheid, twee keer te worden herbenoemd onder twee verschillende burgemeesters.
Tijdens zijn tijd als chef, heeft O'Neill veel traditionele Ierse muzikanten gerekruteerd in het politiekorps, met inbegrip van Patrick O'Mahony, James O'Neill, Bernard Delaney, John en James McFadden Early.  Hij verzamelde ook liedjes van enkele van de belangrijkste uitvoerders van die tijd met inbegrip van Patsy Touhey, die regelmatig aan O'Neill wascilinders verstuurde en hem bezocht in Chicago. Hij verzamelde ook de muziek uit een breed scala van gedrukte bronnen.
Begin 2008 werd een ontdekking gedaan waar iedere verzamelaar van droomt: een doos met 32 fonograafcilinders van favoriete artiesten. De oorspronkelijke eigenaar van de cilinders was Francis O'Neill, de belangrijkste promotor van Ierse traditionele muziek in het Amerika van ruim een eeuw geleden. Hij was daarnaast fluitspeler en een verwoed verzamelaar van ongepubliceerde Ierse melodieën. Om aan nieuw materiaal te komen bood hij de beste Ierse pipers en fiddlers die hij ontmoette comfortabele baantjes aan bij de politie van Chicago, in ruil voor hun repertoire. Dit resulteerde tussen 1903 en 1910 in twee dikke standaardwerken met totaal bijna 2000 reels, jigs, hornpipes en airs. De eerste vraag die muzikanten zich nog in de jaren zeventig stelden als ze een onbekend Iers nummer hoorden was is it in the book? en dan bedoelden ze O'Neill.  
O'Neill nam afscheid van de politie in 1905. Daarna wijdde hij een groot deel van zijn energie aan de publicatie van de muziek die hij verzameld had. 

## Zijn muzikale verzamelingen omvatten
- O'Neill's Music of Ireland (1903) =  O'Neill's Muziek van Ierland (1903), met 1.850 stuks muziek
- The Dance Music of Ireland (1907), sometimes called, "O'Neill's 1001," because of the number of tunes included = De dansmuziek van Ierland (1907), soms genoemd "O'Neill 1001", vanwege het aantal opgenomen
- 400 tunes arranged for piano and violin (1915) = 400 nummers gearrangeerd voor piano en viool (1915)  nummers.
- Waifs and Strays of Gaelic Melody (1922), 365 nummers =  Brokstukken van de Keltische melodieën (1922), 365 stuks
- Irish Folk Music: A Fascinating Hobby (1910). = Ierse Folk Muziek: een fascinerende hobby (1910). Appendix A contains O'Farrells Treatise and Instructions on the Irish Pipes, published 1797-1800; appendix B is Hints to Amateur Pipers by Patrick J Tuohy. Appendix A bevat O'Farrells Praktijk en instructies voor de Ierse Pipes, gepubliceerd 1797-1800, aanhangsel B is Hints voor Amateur Pipers door Patrick J Tuohy.
- Irish Minstrels and Musicians (1913), biographies of musicians, including those from whom he collected tunes in Chicago. = Ierse zangers en muzikanten (1913), biografieën van musici, met inbegrip van degenen van wie hij nummers verzamelde in Chicago.